# Абадија (Бјела)
Абадија (итал. Abbadia) је насеље у Италији у округу Бијела, региону Пијемонт.
Према процени из 2011. у насељу је живело 16 становника. Насеље се налази на надморској висини од 559 м.